# Tammy Lynn Sytch
 Der er for få eller ingen kildehenvisninger i denne artikel, hvilket er et problem. Du kan hjælpe ved at angive troværdige kilder til de påstande, som fremføres i artiklen.

Tammy Lynn Sycth (født d. 7. december 1972) er en amerikansk Wrestling diva og manager, og i sjældnere tilfælde wrestler selv. Hun er bedst kendt fra sin tid hos WWF som Sunny.

## Biografi

### Privat
Tammy var gift med Chris Candido gennem mange år, men da han døde i 2005 gik hun enlig i et års tid, indtil hun fandt en ny kæreste. Hun var også i et hårdt stofmisbrug fra midten af 1990'erne til 2004 hvor både hende og Chris kom i afvænning.